# アメリカ野砲隊
『アメリカ野砲隊』（英語: U.S. Field Artillery / ユーエス・フィールド・アーティラリー）は、ジョン・フィリップ・スーザが1917年に作曲した行進曲。

## 概要
正式な原題は「The U.S. Field Artillery March」、直訳すると「合衆国野戦砲兵隊行進曲」となるため、『合衆国野戦砲兵隊』とも呼ばれる。
第一次世界大戦中に予備役海軍大尉として各地で軍楽隊を指導していたスーザが、アメリカ陸軍第306野戦砲兵隊のジョージ・フリードランダー大尉の求めに応じて作曲した。
曲の形式はIABBCDC（複合三部形式を参照）。

## トリオ部分の旋律について
フリードランダーは、『弾薬車（ケーソン）の歌』（The Caisson Song）、『弾薬車は進んで行く』 (The Caissons Go Rolling Along） あるいは『野砲隊の歌』（The Field Artillery Song）の名で知られていた野砲隊歌を曲中に使うことを提案し、スーザもこの歌を気に入って行進曲のトリオ（中間部）に取り入れた。フリードランダーもスーザもこの野砲隊歌が南北戦争の頃に作られた古い曲だと思っていたが、行進曲の出版後になって実際には陸軍中尉としてフィリピン戦線に参加していたエドマンド・グルーバー（Edmund L. Gruber）が1908年に作曲したものであることが判明した。
スーザの行進曲によってグルーバーの旋律は有名になり、1920年代にいくつかの曲集に収録されたが、それらにグルーバーが許可を与えたかどうかは明らかでない。
アメリカのフーバー社 (The Hoover Company) は掃除機のコマーシャルソングとしてこの旋律を採用した。その後グルーバーはこの曲の著作権を申請したが、1930年に却下された。グルーバーの没後、1942年にもこの曲の著作権に関する裁判が起こされたが、すでに30年以上にわたって実質上公用されているとして却下された。
1956年にはグルーバーの旋律に新しい歌詞を付けたものがアメリカ陸軍公式軍歌『陸軍は進んで行く』 (The Army Goes Rolling Along) となった。
グルーバーのオリジナルの手稿譜はオクラホマ州フォート・シル（Fort Sill）の陸軍野砲隊ミサイル学校の図書室に飾られている。

## その他
- スーザは自身の演奏の際にはトリオで銃声を加えており[4]、陸上自衛隊の音楽隊による野外演奏会でも、チャイコフスキー作曲『1812年』などと同様に本物の大砲（空包を使用）を使った演奏が行われることがある[5]。（「大砲を使ったコンサート」や「東部方面隊創立記念行事」などで実施）
- メガドライブ用ゲームソフト『アドバンスド大戦略 －ドイツ電撃作戦－』には、アメリカ軍テーマBGMとして「US ARTILLERY MARCH」[6]という曲が収録されている。タイトルはこの曲を意識したものだが、曲のアレンジは「ケーソンは進んで行く」や「陸軍は進んで行く」の方に近い。
- テレビアニメ『ガールズ&パンツァー』の第6話などでサンダース大学付属高校のM4 Shermanの戦車行進曲として編曲したものが使われており、オリジナルサウンドトラックには「アメリカ野砲隊マーチ」として収録されている。主部を省き、イントロ（序奏）とトリオ部を繋いで、微妙にカットしたトリオ部を繰り返すようなアレンジになっている。